# Haydée Strittmatter
Haydée Strittmatter es la primera persona en recibir el título de diseñadora gráfica en Argentina, motivo por el cual en su comnmemoración cada 24 de octubre se celebra el “Día del Diseñador y diseñadora gráfica” en dicho país.
Se graduó en la Universidad Nacional de Cuyo en 1966. Fue la primera alumna que aprobaba por completo todo el 4.º año. Y por tal, en función de lo establecido por plan de estudio de esa época, obtenía un título intermedio de carrera, el de Diseñador ya que por entonces era Diseño Industrial la carrera de grado que la contenía.
El 23 de agosto de 1968, se reciben los primeros egresados con el título de grado de Diseñador Industrial, las señoritas Martha Passera y Raquel Perales en la Universidad Nacional de Cuyo.
Fue recién casi una década después que en 1975, los directores de las carreras de Diseño, de Mendoza y de la ciudad de La Plata, Profesor Mario Delhez y el Diseñador Industrial Ricardo Denegri respectivamente, acordaron institucionalizar el día 24 de octubre, como el Día del Diseñador en la Argentina.
La celebración de esta fecha significó un reconocimiento del área como profesión y no simplemente como un oficio “auxiliar” de la industria gráfica. Este hecho fue el puntapié para la valorización del diseño como una herramienta fundamental en la comunicación.